# Делоне, Луи Арсен
Луи Арсен Делоне (фр. Louis-Arsène Delaunay; 1826—1903) — французский актёр, педагог, профессор Парижской консерватории.

## Биография
Сын виноторговца. Окончил Парижскую консерваторию.
Дебютировал в 1846 году на сцене театра «Одеон» в пьесе Мольера «Тартюф, или Обманщик». Сначала выступал в ролях юных героев, затем любовника.
С 1848 года — актёр театра «Комеди Франсез». Его изящество, прекрасная дикция и страсть очаровывали публику.
В течение 41 года играл на сцене, преимущественно «Комеди Франсез», на сцене которого создал около 200 ролей. Особенно блестяще Делоне исполнял роли Эрнани в одноимённой пьесе Виктора Гюго и Альцеста («Мизантроп» Мольера). С успехом выступал в пьесах Гюго, Мюссе, Пайерона, Понсара, Ожье и других.
В 1877 году был назначен профессором драматической декламации в Парижской консерватории.
В 1883 году был награждён Орденом Почётного легиона. Вышел в отставку в 1887 году.
Его дочь Роза была певицей Парижской комической оперы.